# 移送 (群論)
数学の群論の分野における（群の）移送（いそう、英: transfer）は、与えられた群 G とその指数有限部分群 H に対し、G から H のアーベル化への群準同型を定義する。
シローの定理とともに用いて有限単純群の存在性に関するある種の数的な結果を得るために利用できる。
移送の概念を定義したのは Issai Schur (1902) であり、 Emil Artin (1929) において再発見された。

## 構成
写像は以下の通り構成される:
指数 [G : H] ≕ n とし、G の H による左剰余類の完全代表系 を具体的に x1, …, xn と書けば {\displaystyle G=\bigcup _{i=1}^{n}x_{i}H} は非交和である。固定した y ∈ G に対して、各 yxi は適当な剰余類 xjH に入るから、{\displaystyle yx_{i}=x_{j}h_{i}\quad (1\leq \exists j\leq n,\exists h_{i}\in H)} の形になる。この y の移送準同型による像は、H′ を H の交換子部分群として、積 {\textstyle (\prod _{i=1}^{n}h_{i})H'\in H/H'} と定義される。ここで H/H′ はアーベルであるから、積の順序は問わないことに注意。
さて、個々の hi は代表元のとり方に依存するが、移送の値は代表元のとり方に依存しないことが直截的に示せる。このように定めた写像が準同型となることも直截的にわかる。

## 例
- アーベル群 G に対して、移送準同型は G の各元 y を冪 y[G:H] に写す。
- 簡単な例は平方剰余に関するガウスの補題に見られる。それは事実上、素数 p を法とする非零合同類の成す乗法群（英語版）とその部分群 {1, −1} に関する移送を計算するものである[2]。このような視点から見ると、（例えば p − 1 が 3 で割り切れる場合における立方剰余に対して）正しい一般化の方法を見つけるのが容易になるという利点がある。

## ホモロジー的解釈
群コホモロジー（厳密に言えば、群ホモロジー）論の文脈では、より抽象的な形でこの移送準同型写像が定義される。代数的位相幾何学においても、移送は群の分類空間の間で定義される。

## 交換子部分群
G が有限生成ならば G の交換子部分群 G′ は G において有限な指数を持ち、H = G′ に関する移送は自明（すなわち G 全体が G′ のアーベル化における 0 へ写る）である。この事実は類体論における単項化定理の証明において重要である。  See the Emil Artin-John Tate Class Field Theory notes.

## 注